# Psychische Misshandlung
Psychische Misshandlung, auch psychischer, emotionaler oder seelischer Missbrauch und emotionale oder psychische Gewalt genannt, bezeichnet das Erniedrigen oder Untergraben des Selbstwertgefühls eines Menschen durch Worte oder Taten, die keine eindeutigen körperlichen Folgen nach sich ziehen. Es handelt sich um ein meist vorsätzliches Verhalten, das darauf abzielt, die psychische Unversehrtheit eines Menschen zu beeinträchtigen. Ziel dabei ist, die Macht und Kontrolle über einen Menschen zu gewinnen. Beispiele von psychischem Missbrauch wären Kontrollausübungen, Drohungen oder Stalking.
Psychische Misshandlung zieht in der Regel keine sichtbaren Spuren nach sich und ist somit schwer festzustellen. Betroffene Personen ziehen sich häufig von sozialen Kontakten zurück und die Bewusstheit darüber, dass sie psychischem Missbrauch ausgesetzt sind, tritt oft erst spät auf. Dies erschwert die Feststellung emotionaler Gewalt.

## Definition
Die Bezeichnung für psychische Misshandlung ist im Deutschen nicht einheitlich geregelt und so werden verschiedene Begriffe verwendet. Die ICD-10 (Internationale statistische Klassifikation der Krankheiten und verwandter Gesundheitsprobleme) führt den Begriff Psychischer Missbrauch; im ICD-11 gibt es keine direkte Entsprechung für diesen spezifischen Code, vielmehr wurde in der neuen Version des Manuals psychischer Missbrauch detaillierter gestaltet und so findet sich dort nun die Bezeichnung Psychische Misshandlung (Code: PJ22; zählt zur Gruppe der Misshandlungen, die sich aufteilen in körperliche-, sexuelle-, psychische- und sonstige Misshandlungen) und Psychischer Missbrauch in der Eigenanamnese (QE82.2). Während es bei dem Code PJ22 um die diagnostische Erfassung akuter Misshandlung geht, zielt QE82.2 auf selbstberichtete und vergangenen psychische Misshandlungen ab. Auch psychische, seelische oder emotionale Gewalt sind für das Konstrukt gebräuchliche Begriffe.
Eine Definition von psychischer Misshandlung hat sich in der Forschung und Praxis als schwierig erwiesen. Unterschiede in den einzelnen Definitionen beziehen sich auf die Täter, das Verhalten, die Intention, die Häufigkeit, die Interaktion, die Folgen, das Alter vom Opfer und andere Charakteristiken des Opfers. Trotz dieser Schwierigkeiten und unterschiedlichen Herangehensweisen an eine Konzeptualisierung betonen Forschende und Praktiker die Wichtigkeit des Konzepts für die Forschung und die Praxis. Generell grenzt sich
psychische Misshandlung von einfacher Unfreundlichkeit oder Kränkungen (die auch in ausgeglichenen Beziehungen während eines Streits auftreten können und durch Kommunikation reguliert werden) darin ab, dass es sich um wiederholt auftretende Verhaltensweisen dreht, die darauf abzielen, eine Person abzuwerten, sie zu manipulieren, Abhängigkeiten zu schaffen oder sie in den Dienst eigener Bedürfnisse zu stellen. Dies findet den meisten Definitionen nach bewusst statt und findet ihren Ausdruck in verschiedenen Formen der psychischen Gewalt. Diese können einzeln oder nebeneinander auftreten.

„Seelische Gewalt erniedrigt, nimmt die Selbstachtung, macht hilflos.
Den Tätern dient sie dazu, ihr eigenes Ego zu erhöhen und ihre Gier nach Anerkennung und Bewunderung zu befriedigen.“

Psychische Misshandlung ist kein einmaliges Ereignis, sondern besteht aus mehreren Vorkommnissen, die ein Muster aus verschiedenen Formen psychischer Gewalt bilden und schließlich alltäglich für die Opfer von psychischem Missbrauch werden.

### Formen von Psychischer Misshandlung
Psychische Misshandlung weist viele verschiedene Formen auf, wobei Täter oftmals auf sehr subtile Weise vorgehen, sodass der Missbrauch häufig sowohl vom Opfer selbst als auch dem Umfeld erst spät wahrgenommen wird. Das Auftreten psychischer Gewalt wird als schleichender Prozess beschrieben, bei dem es immer wieder zu Grenzüberschreitungen kommt, die in ihrer Schwere zunehmen.
Formen von psychischer Misshandlung sind verbale Aggression, Drohungen, Einschüchterung, Kontrolle, (sexuelle) Belästigung oder Nachstellung (Stalking), Gaslighting, Mobbing, Narzisstische Gewalt, Emotionale Vernachlässigung (bei Kindern), Manipulation, Isolierung von anderen und öffentliches Lügen und Beleidigen vor Dritten.

### Aufrechterhaltung von Psychischer Gewalt
Die Aufrechterhaltung von psychischem Missbrauch wird durch das Bagatellisieren, Wegsehen oder durch Ausreden (als Pseudoerklärungen) vonseiten der Opfer begünstigt. Betroffene nehmen teilweise sogar die Verantwortung für die Gewalt der Täter auf sich und stellen deren Bedürfnisse über die eigenen. Dies dürfte aufgrund der Manipulation und der damit einhergehenden Verunsicherung der manipulierten Person passieren.

## Psychische Misshandlung von Kindern und Jugendlichen
In einer umfassenden österreichischen Gewaltstudie aus dem Jahr 2011 berichteten 74,8 % der Frauen und 72,8 % der Männer von psychischer Gewalt in der Kindheit. Laut der UNICEF gehören emotionale Misshandlungen zu den häufigsten Formen von Gewalt an Kindern. Weltweit seien 3 von 4 Kindern im Alter zwischen zwei und vier Jahren von körperlicher oder psychischer Gewalt durch Eltern oder andere Erziehende betroffen. Psychische Misshandlungen bei Kindern sind im Gegensatz zu körperlichen oder sexuellen Misshandlungen schwieriger festzustellen oder werden als nicht so gravierend abgetan.

### Psychische Misshandlung innerhalb der Familie
Kinder sind aufgrund ihrer Entwicklung auf Schutz und Leitung durch Erziehungsberechtigte angewiesen und somit in einem natürlichen Abhängigkeitsverhältnis von diesen. Bei einer psychischen Misshandlung durch jene Erziehungsberechtigten wird Kindern und Jugendlichen vermittelt, sie seien fehlerhaft, ungeliebt und ungewollt oder nur für die Erfüllung von Bedürfnissen anderer da. Ursachen für das Vorkommen von psychischem Missbrauch innerhalb von Familien werden mit chronischem Stress vonseiten der Erziehenden, wie beispielsweise Arbeitslosigkeit oder eine unsichere Wohnsituation und Konflikten innerhalb der Familie angegeben. Auch bei Beeinträchtigungen der psychischen Gesundheit der Eltern, bei Persönlichkeitsstörungen der Eltern wie der narzisstischen Persönlichkeit oder bei Substanzmissbrauch durch die Eltern kommt es zu vermehrter psychischer Gewalt in der Familie.
Formen von psychischer Misshandlung innerhalb der Familie wären:
- Ablehnendes Verhalten: Das Kind wird durch die Bezugsperson oftmals mit Verachtung zurückgewiesen.
- Demütigungen: Das Kind wird beispielsweise lächerlich gemacht oder vor anderen bloßgestellt.
- Terrorisierendes Verhalten: Unrealistische Erwartungen werden an das Kind gestellt und bei Nicht-Erfüllung dieser mit der Androhung von Gefahr, Verlust oder Schaden gedroht. Es kommt auch zur Zerstörung von Gegenständen des Kindes oder zum Töten oder Quälen des Haustieres vor den Augen des Kindes.
- Extrem hohe Erwartungshaltungen: Das Kind wird mit extrem überhöhten Leistungserwartungen beispielsweise in der Schule konfrontiert.
- Emotionale Unempfänglichkeit: Versuche des Kindes zur Interaktion werden ignoriert oder Interaktionen ohne Emotionen durchgeführt.
- Ausbeutendes bzw. korrumpierendes Verhalten: Durch Manipulation wird das Kind zu antisozialen oder kriminellen Handlungen gebracht, was der Unterwerfung des Kindes dient.
- Aussetzen von Angst: Das Kind wird absichtlich der Dunkelheit oder Tieren, vor denen es Angst hat, ausgesetzt.
- Isolierungsmaßnahmen: Dem Kind wird der Kontakt zu wichtigen Bezugspersonen wie Freunde oder Angehörige nicht gewährt. Eine extreme Form der Isolierung stellt das Einsperren und Absondern von anderen dar.[17][18][20]

In der Forschung wird oft zwischen einer aktiven Form von psychischem Missbrauch und einer passiven Form, der Vernachlässigung unterschieden. Bei der Vernachlässigung werden dem Kind psychosoziale sowie teilweise medizinische Versorgung und pädagogische Förderung vorenthalten. Beide Formen von psychischem Missbrauch prägen vor allem durch ihre Häufigkeit als durch ihre Schwere.

### Emotionale Gewalt außerhalb der Familie
Außerhalb der Familie kann es vor allem in der Schule oder in Freizeiteinrichtungen zu emotionaler Gewalt kommen und zwar von Seiten der Lehrer, Betreuer oder anderen Mitschüler. Die häufigste Form von psychischer Misshandlung außerhalb der Familie ist das Mobbing.

## Psychische Misshandlung in der Partnerschaft
Psychische Misshandlungen in partnerschaftlichen Beziehungen werden oftmals nicht als diese wahrgenommen und Tatpersonen verhalten sich nach außen hin meistens unauffällig und freundlich.
Formen von psychischer Gewalt und hier insbesondere von Zwangskontrolle innerhalb von Paarbeziehungen sind emotionale Zurückhaltung, Isolation der Betroffenen, Kontrollausübung (über grundlegende Bedürfnisse, des Sexuallebens, über Finanzen etc.), Überwachung (von Aktivitäten, über Finanzen, der Kommunikation etc.), Verhinderung von Unterstützung, Demütigung, Abwertung und Diffamierung, Instrumentalisierung der Kinder gegen den Partner oder die Partnerin, Drohungen und Einschüchterung, offensichtliches und andauerndes Fremdgehen, sowie Gaslighting. Betroffene berichten von einem schleichenden Übergang von einer anfangs liebevollen und glücklichen Beziehung hin zur missbräuchlichen Machtausübung. Erste Anzeichen von emotionaler Gewalt in der Partnerschaft sind meist kleine Grenzüberschreitungen, wie beispielsweise Verbote oder abwertende Aussagen in Anwesenheit Dritter. Emotionale oder psychische Gewalt kann ein erstes Warnsignal für darauffolgende körperliche Gewalt sein.
Bei Gaslighting handelt es sich um manipulatives Verhalten, bei dem die manipulierende Person die andere Person durch gezielte Falschinformationen und Lügen, Unterstellungen und Verzerrungen der Realität verunsichert. Das Opfer beginnt dadurch, an seiner Realitätswahrnehmung zu zweifeln und verliert an Selbstwertgefühl. Das Ziel von Gaslighting ist die Kontrolle über die Gefühle, Gedanken und Handlungen der anderen Person zu erlangen. Gaslighting kann sich auch auf einen größeren Kontext beziehen, wenn beispielsweise historisch dominantere Gruppen die Realitäten von Randgruppen ignorieren und deren Verstand hinterfragen.

### Unterschiede zwischen den Geschlechtern
Im Jahr 2021 wurden laut einer kriminalstatistischen Auswertung zu Partnerschaftsgewalt des Bundeskriminalamtes in Deutschland 30.703 (bei Männern waren es 4.015) Fälle von Bedrohung, Nötigung und Stalking innerhalb einer Partnerschaft, in denen Frauen Opfer waren, verzeichnet. Dies sind allerdings nur die gemeldeten Fälle und es wird von einer hohen Dunkelziffer ausgegangen. Bei den Tätern handelte es sich meistens um Männer aus dem persönlichen Umfeld der Frauen ((Ex-)Partner und Verwandte). Generell sind Frauen besonders von Belästigung und Terror, sowie Isolationsmaßnahmen durch ihre Partner betroffen.
Bei den Männern gaben im Jahr 2021 138.313 Männer (im Vergleich zu 113.103 Frauen) an, Opfer von Bedrohung, Stalking und Nötigung geworden zu sein. Davon fanden nur 4.015 Fälle (im Vergleich zu 30.703 Fällen bei Frauen) in Partnerschaften statt, was die unterschiedliche Ausprägung von psychischer Misshandlung zwischen Männern und Frauen zeigt. Psychische Misshandlung bei Männern ist generell noch wenig erforscht. In einem Review über die Gewalterfahrung von Männern in Partnerschaften konnte gezeigt werden, dass zwischen 7,3 % und 37 % der Männer psychische Gewalt erlebt hatten, bei Männern mit psychischer Erkrankung lag der Prozentsatz sogar bei 42,9 %. Weiter ist davon auszugehen, dass Männer weniger psychischen Missbrauch berichten, weil dies nicht dem männlichen Stereotyp entsprechen würde: So würde es diesem widersprechen, sich selbst als Opfer zu bezeichnen. Wenn Männer von psychischem Missbrauch berichten, dann häufig von Demütigungen und Kränkungen auf verbale Weise, wobei besonders das Hinterfragen der eigenen Männlichkeit als bedrohlich erlebt wird.

## Psychische Misshandlung von älteren Menschen
Psychische Misshandlungen und Vernachlässigung zählen zu den häufigsten Formen von Gewalt an älteren Menschen. Etwa 1 von 6 Personen, die älter als 60 Jahre alt ist und in einer Gemeinschaft lebt, erfährt eine Form von Gewalt. Etwa 12 % dieser Betroffenen erleben mehrere Formen von Gewalt. Weil körperlicher, sexueller und finanzieller Missbrauch fast immer auch mit psychischem Missbrauch einhergehen, ist davon auszugehen, dass dieser bei 1 von 6 Personen stattfindet. Durch die körperliche und mentale Eingeschränktheit im hohen Alter wird eine hohe Dunkelziffer vermutet, weil die Gewalt oftmals nicht gemeldet oder den älteren Menschen schlichtweg nicht geglaubt wird. Generell steigt mit höherer Abhängigkeit die Prävalenz von psychischer Gewalt, was dazu führt, dass besonders Frauen (insbesondere aus ärmlichen Verhältnissen) und Personen ab 85 Jahren betroffen sind. Ursachen für die Entstehung psychischer Gewalt an älteren Menschen sind vor allem höhere Grade an Pflegebedürftigkeit (insbesondere in Verbindung mit Demenzerkrankungen) und die damit oftmals einhergehende Überforderung von Seiten der Angehörigen oder des Pflegepersonals.
Seelische Misshandlung von älteren Menschen findet durch die erwachsenen Kinder, aber auch durch Angehörige und das Pflegepersonal statt. Am häufigsten dürfte die psychische Misshandlung allerdings von dem eigenen Lebensgefährten ausgehen.
Es kommt zu Beschimpfungen, Drohungen (z. B. Drohung zur Heimeinweisung), Beleidigungen oder aggressiven Befehlen, aber auch zu Anschweigen oder der Infantilisierung (Form der Altersdiskriminierung, in der das Opfer wie ein kleines Kind behandelt wird). Weiter kann es zu Vernachlässigungen kommen, wenn beispielsweise Notwendigkeiten wie Medikamente, Lebensmittel, Pflegeprodukte etc. nicht besorgt werden, was zu psychischen und/oder physischen Leiden führen kann.
Eine weitere Form des Missbrauchs ist der finanzielle Missbrauch und aufgrund ihrer Natur gehen meistens auch der körperliche und der sexuelle Missbrauch mit seelischer Gewalt einher.

## Psychische Misshandlung am Arbeitsplatz
Psychische Misshandlung am Arbeitsplatz bezeichnet Verhaltensweisen von Vorgesetzten oder Kollegen, die darauf abzielen, das Selbstwertgefühl und die psychische Gesundheit von Mitarbeitern zu untergraben, beispielsweise durch Schikanen, Demütigungen, das Vorenthalten wichtiger Informationen oder das Verbreiten falscher Gerüchte. Besonders problematisch sind Führungskräfte, die ihre Macht missbrauchen, um durch Einschüchterung, manipulatives Verhalten oder mangelnde Wertschätzung eine toxische Arbeitsumgebung zu schaffen. Solche Handlungen führen häufig zu ernsthaften gesundheitlichen Problemen wie Angstzuständen, Depressionen und vermindertem Selbstwertgefühl. Zudem entstehen für das Unternehmen hohe wirtschaftliche Kosten durch häufige Fehlzeiten und reduzierte Leistungsfähigkeit der Betroffenen. Während viele Betroffene aus Angst oder Unsicherheit lange in toxischen Strukturen verbleiben, kann ein frühzeitiges Erkennen und die Suche nach Unterstützung helfen, sich aus solchen belastenden Arbeitsverhältnissen zu lösen. Besonders betroffen sind Arbeitnehmer in Branchen mit direktem Kunden- oder Patientenkontakt. Laut einer Umfrage im Auftrag der Deutschen Gesetzlichen Unfallversicherung (DGUV) erlebte im Jahr 2023 jeder dritte Beschäftigte in diesen Bereichen verbale Übergriffe am Arbeitsplatz. Beleidigungen, Beschimpfungen, Spott und Schikanen sind dabei die häufigsten Formen psychischer Gewalt. Körperliche Übergriffe treten zwar seltener auf, dennoch wurden auch Tritte, Schläge oder Anspucken dokumentiert. Besonders stark betroffen sind Beschäftigte im Gesundheits- und Sozialwesen sowie in der öffentlichen Verwaltung, wo mehr als die Hälfte der Befragten von mindestens einem verbalen Übergriff berichten. Obwohl psychische Gewalt nachweislich schwerwiegende gesundheitliche Folgen haben kann, wird sie oft nicht statistisch erfasst. Psychische Gewalt bleibt oft unsichtbar, obwohl sie das Arbeitsumfeld nachhaltig prägt und schwerwiegende Auswirkungen auf die Betroffenen hat. Besonders alarmierend ist, dass jeder fünfte Befragte eine Zunahme solcher Übergriffe feststellte. Die Unfallversicherung gibt zudem an, dass jährlich 9.000 bis 13.000 Arbeitsunfälle auf Gewalteinwirkung zurückzuführen sind.
Im Arbeitsalltag kann es zu verschiedenen Formen psychischer Gewalt kommen. Risikofaktoren hierfür sind Arbeitsplätze, an denen eine strenge Hierarchie herrscht und ein autoritärer Führungsstil angewandt wird, sowie schlechte Kommunikation innerhalb von Arbeitsgruppen. Beispiele von psychischem Missbrauch am Arbeitsplatz wären:

### Mobbing
Mobbing am Arbeitsplatz wird als interpersonelles Phänomen beschrieben, das durch die Interaktion von mindestens zwei Personen entsteht: Es beschreibt ein systematisch auf eine Person gerichtetes Verhalten, welches von jener als feindselig, demütigend und bedrohlich wahrgenommen wird. Täter dabei sind entweder eine andere Person oder eine Gruppe von Personen. Von Mobbing am Arbeitsplatz spricht man, wenn die Gewohnheiten und Verfahren in der Organisation auf so unterdrückender, demütigender oder erniedrigender Weise stattfinden, dass sich mehrere Arbeitnehmer dadurch unwohl, verängstigt oder frustriert fühlen. Auch hier finden die Handlungen wiederholt und über einen längeren Zeitraum statt.

### Diskriminierung
Unter Diskriminierung versteht man die Benachteiligung einer Person aufgrund ihres Geschlechts, ihres Alters, ihrer ethnischen Zugehörigkeit, ihrer sexuellen Orientierung, ihrer Religion oder Weltanschauung oder einer Behinderung. Man kann hierbei zwischen offensichtlicher und subtiler Diskriminierung unterscheiden: Bei der Offensichtlichen kommt es zu einer Benachteiligung (beispielsweise bei einer Beförderung), die für alle ersichtlich ist, während es sich bei der subtilen Diskriminierung um scheinbar akzeptable Verhaltensweisen handelt, die sich aber als unangemessen oder sogar als Belästigung herausstellen. Ein Beispiel hierfür wären negative verbale Äußerungen wie Witze über die andere Person.

### Sexuelle Belästigung
Wird eine Person im Arbeitsalltag mit würdeverletzendem Verhalten konfrontiert, spricht man von Belästigung. Steht dieses Verhalten in Zusammenhang mit dem Geschlecht oder der sexuellen Orientierung, spricht man von sexueller Belästigung. Diese kann sich in Form von ungewolltem sexuellem Interesse an einer Person oder ungewollter Annäherung zeigen, es kann aber auch bis zu sexueller Nötigung reichen. Eine weitere Form von sexueller Belästigung ist auf das Geschlecht bezogen: So kommt es zu abwertenden Äußerungen aufgrund des Geschlechts wie etwa das Heruntermachen von Fähigkeiten (zum Beispiel „Männer sind schlechte Krankenpfleger“ oder „Frauen gehören nicht in die Naturwissenschaft“).

## Folgen von psychischer Misshandlung
Psychische Misshandlung zieht sowohl auf emotionaler als auch auf kognitiver, sozialer und gesundheitlicher Ebene Folgen nach sich und wirkt sich auch auf die Art der eigenen Beziehungsgestaltung aus: So konnten Zusammenhänge zwischen dem Erleben von psychischer Misshandlung in der Kindheit und späterem Erleben von Gewalt in der eigenen Partnerschaft festgestellt werden. Auf psychische Gewalt folgt oftmals physische Gewalt und auch sexuelle Gewalt ist ohne psychische Gewalt wie beispielsweise Drohungen oder Manipulationen nicht möglich.

### Körperliche und emotionale Folgen
Psychische Misshandlung in der Kindheit hängt offenbar mit Herz-Kreislauf-Erkrankungen zusammen, wobei die genaue Wirkweise hierbei noch nicht erforscht ist. Außerdem scheint auch die Hirnentwicklung und das Stresshormonsystem von psychischem Missbrauch beeinflusst zu werden.
In mehreren Studien konnte gezeigt werden, dass psychische Gewalt im Kindesalter mit Depressionen im Erwachsenenalter einhergeht. Weiter konnte ein Zusammenhang zwischen Alkoholproblemen und psychischem Missbrauch in Partnerschaften festgestellt werden.
Es scheint außerdem einen Zusammenhang zwischen psychischem Missbrauch und Vernachlässigung in der Kindheit und verschiedenen maladaptiven Emotionsregulationsstrategien wie Grübeln und Vermeidungsverhalten zu geben. Psychische Gewalt hat oftmals ein geringes Selbstwertgefühl und ein wachsendes Rückzugsverhalten zur Folge. Auch Angsterkrankungen, Depressionen und Traumata sind Folgen von psychischer Gewalt und es kann zu Suizidversuchen vonseiten der Opfer kommen.

### Folgen bei Kindern
Gerade Kinder erfahren durch emotionale Gewalt eine massive Form von Stress, der ihren Bedarf nach Schutz und Geborgenheit bedroht und mit einem Gefühl von Scham einhergeht. Es kann zu einem Verlust des Vertrauens in Erwachsene und das eigene Selbst kommen und langfristig wird die Fähigkeit des Beziehungsaufbaus und des Lernens beeinträchtigt.
Kinder, die Opfer von psychischer Gewalt werden, zeigen im Alltag oft einen ängstlichen und unsicheren Bindungsstil oder sie wollen es Erwachsenen auffällig recht machen. Häufig zeigt sich die psychische Misshandlung auch darin, dass Kinder vermehrt Probleme in der Schule haben und schlechtere Leistungen erzielen, was sich auf das spätere Berufsleben auswirken kann. Es sind außerdem Zusammenhänge zwischen emotionaler Vernachlässigung und Misshandlung und dem Auftreten von ADHS (Aufmerksamkeits-/Hyperaktivitäts-Störung) gezeigt worden. Laut einer Studie führte psychischer Missbrauch bei Kindern zwischen 3 und 8 Jahren außerdem eher zu einer Störung des Sozialverhaltens (Verhaltensauffälligkeiten), bei den älteren Kindern wurden häufiger Depressionen und Angststörungen berichtet. Neueren Erkenntnissen zufolge kann psychischer Missbrauch bei Kindern und Jugendlichen außerdem zu Veränderungen in der Hirnentwicklung und im Stresshormonsystem kommen. Dies könnte schneller zu Depressionen führen und zur Folge haben, dass die Erholung nach einer akuten Stressreaktion schlechter erfolgt.

## Täterrolle
Die Stärkung von Unrechtsbewusstsein und wie die Fähigkeit, sich gegen Aggressionen zu wehren, sind frühkindliche Erziehungsmaßnahmen und Ansätze der Jugendarbeit zur Vorbeugung von emotionalem Missbrauch. Empfohlen wird eine intensivere Informationsvermittlung über Gewalt im Rahmen der Polizei- oder Lehrkräfteausbildung. Wichtig sind außerdem Beratungsstellen für Männer, da aus den biographischen Analysen eine Tendenz zur emotionalen Misshandlung von Opfern hervorgeht.

### Deutschland
- https://www.odabs.org/
- unicef.de

### Österreich
- https://www.oesterreich.gv.at/themen/notfaelle_unfaelle_und_kriminalitaet/gewalt_in_der_familie/2/1.html
- frauenhelpline.at

### Schweiz
- opferhilfe-schweiz.ch